# خوسيه مانويل فيلا كاستيلو
خوسيه مانويل فيلا كاستيلو هو رسام كوبي، ولد في 28 ديسمبر 1939 في مقاطعة فيلا كلارا في كوبا.